# Cleisostoma tenuirachis
Cleisostoma tenuirachis är en orkidéart som först beskrevs av Johannes Jacobus Smith, och fick sitt nu gällande namn av Leslie Andrew Garay. Cleisostoma tenuirachis ingår i släktet Cleisostoma, och familjen orkidéer. Inga underarter finns listade i Catalogue of Life.